# La piramide (romanzo)
La piramide (titolo completo La piramide: scherzo di cattivo genere e fuor di luogo) è un romanzo (o uno "scherzo") scritto dallo scrittore fiorentino Aldo Palazzeschi nel 1926, pubblicato dalla casa editrice Vallecchi.
È definibile come un romanzo del viaggio e dell'amicizia.

## Trama
La storia narra di un ignoto protagonista che ha in animo di intraprendere un viaggio per il mondo. Nella sua fantasia sogna di visitare terre lontane, quali l'Egitto, le Indie, la Cina e molte altre. Così, dopo un'attenta riflessione e ponderazione sulla sua condotta di vita, l'uomo decide di partire, e, quando tutti i preparativi sono stati ultimati, il momento così atteso ed agognato non giunge. Ciò perché non è nel viaggiare che risiedono la gioia e la bellezza, bensì nel pensare al viaggio.
Nella seconda parte dell'opera lo sconosciuto protagonista prende finalmente la decisione di partire per Venezia, e poi per Roma, Capua, Napoli, Capri, fino a spingersi in Egitto; da lì partirà poi per le terre che ha in animo di visitare. Prima di partire, però, si fa consigliare da diversi amici dei posti in cui poter mangiare e dormire bene. 
Nella seconda sezione, pertanto, si può notare un'allegoria dell'amicizia e riscontrare la veridicità del detto "chi trova un amico trova un tesoro".

## Giudizi della critica

### Nicola Francesco Cimmino
Nicola Francesco Cimmino, in un profilo critico di Palazzeschi, scrisse che la materia de La piramide «ha chiari intendimenti moralistici e perviene alla dimostrazione di una tesi attraverso formulazioni ben definite: ottimismo e pessimismo, sentimenti o tradizioni vivono in uno schema falso, quasi fuori dell'uomo, che è solo, al sommo della piramide, anche se tanti elementi, dall'amore all'arte, sembrano formare una solida base a quella grossa costruzione. Nessun aspetto della realtà resiste all'esperienza; le può sopravvivere solo il sogno, o meglio, l'illusione del sogno.».
Al centro dell'opera, secondo Cimmino, vi è dunque la solitudine la quale «ha le basi in una polemica non contingente, che attacca la natura stessa dell'uomo moderno, rimasto solo per avere spezzato ogni rapporto con la realtà universa. È per ora una constatazione, amara se non disperata, per molti aspetti vicina allo spirito del Gozzano. Senza pervenire alle forme esasperate del pensiero e dell'arte dei nostri giorni, il Palazzeschi intuisce il valore negativo della solitudine cui il pensiero moderno ha condannato l'individuo.».